# Guor Marial

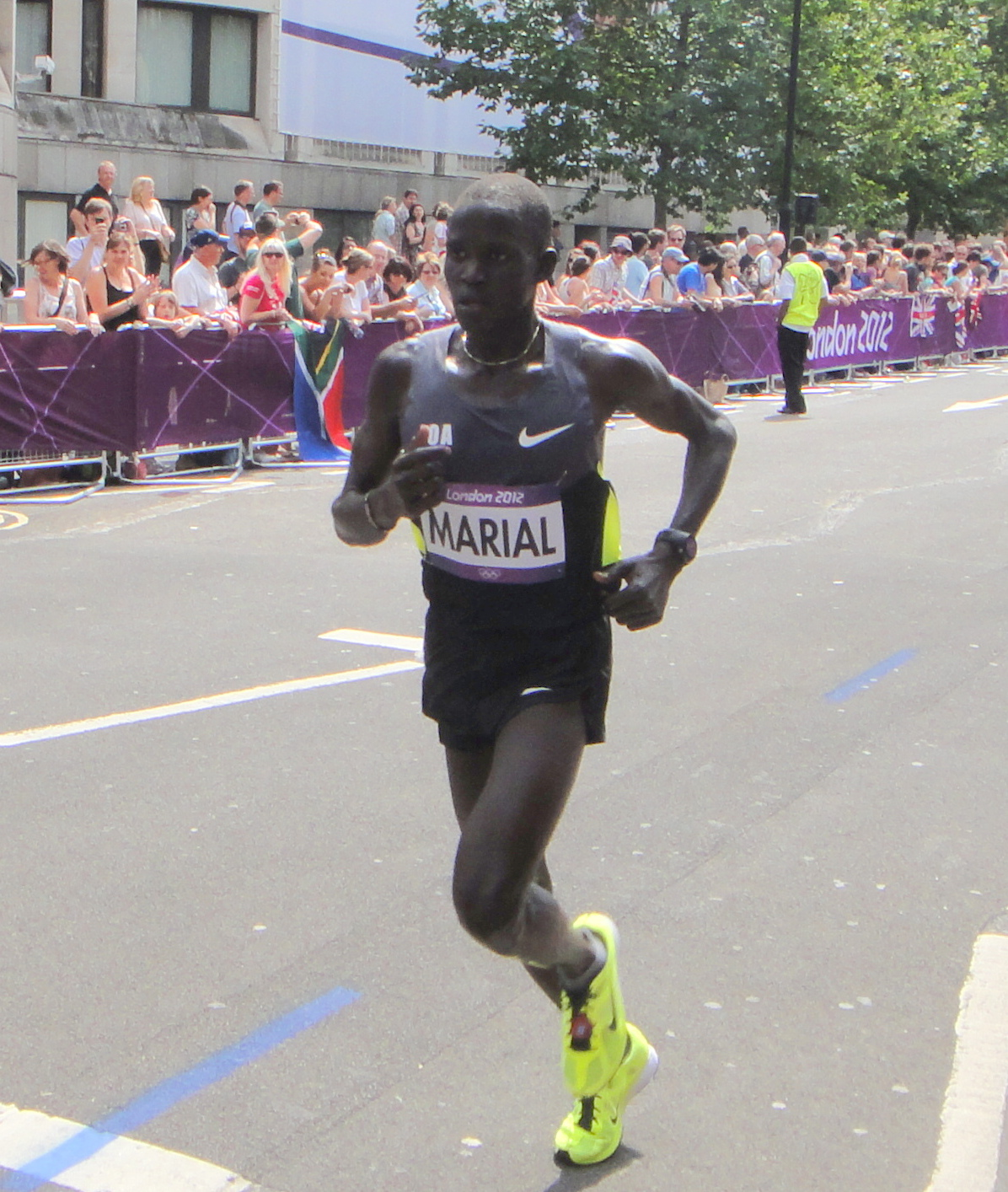
Guor Marial corrent la marató dels Jocs Olímpics de Londres 2012.

Guor Marial (Panrieng, Nil Superior Occidental, Sudan, 15 d'abril de 1984) és un atleta dinka del Sudan del Sud, especialista de la marató.

## Biografia
El 1994, quan tenia 8 anys, Marial va ser segrestat i empresonat a un camp de treball durant la Guerra civil sudanesa. 28 membres de la seva família van perdre la vida durant el conflicte bèl·lic, incloent vuit dels seus germans. Però Marial va arribar a fugir cap a Egipte, i d'allà se n'anà cap als Estats Units on viu des de llavors. El govern estatunidenc li atorgà l'estatus de refugiat quan feu els 16 anys, i actualment viu i s'entrena a Flagstaff, Arizona. Encara que els seus pares hagin sobreviscut a la guerra civil, fa vint anys que no els ha tornat a veure.
Començà a fer atletisme quan estudiava a l'institut a Concord, Nou Hampshire, i més endavant va fer competicions a la Universitat Estatal d'Iowa, en la qual va ser un atleta All-American. Després d'aconseguir la mínima olímpica, al juliol del 2012, el Comitè Olímpic Internacional li va donar el dret amb dos altres atletes de participar en els Jocs Olímpics de Londres sota els colors de la bandera olímpica com a participant olímpic independent. Finalment va acabar la cursa al lloc 47è.